# Itsi Bitsi
Itsi Bitsi, dansk originaltitel Steppeulven, är en dansk biografisk dramafilm från 2014 i regi av Ole Christian Madsen. Itsi Bitsi handlar om Eik Skaløe, sångare i det legendariska danska rockbandet Steppeulvene, och hans stora kärlek Iben Nagel Rasmussen.

## Rollista
- Joachim Fjelstrup som Eik Skaløe
- Thure Lindhardt
- Ola Rapace
- Julia Ragnarsson
- Christian Gade Bjerrum som Christian Arnø
- Anette Støvelbæk
- Marie Tourell Søderberg som Iben Nagel Rasmussen
- Johannes Nymark